# Салца ди Пинероло
Салца ди Пинероло (итал. Salza di Pinerolo) је насеље у Италији у округу Торино, региону Пијемонт.
Према процени из 2011. у насељу је живело 79 становника. Насеље се налази на надморској висини од 1215 м.

## Становништво
| 1931. | 1936. | 1951. | 1961. | 1971. | 1981. | 1991. | 2001. | 2011. |
| ----- | ----- | ----- | ----- | ----- | ----- | ----- | ----- | ----- |
| 291   | 295   | 330   | 299   | 149   | 104   | 92    | 78    | 78    |